# Internationale Elektrizitätsausstellung 1881

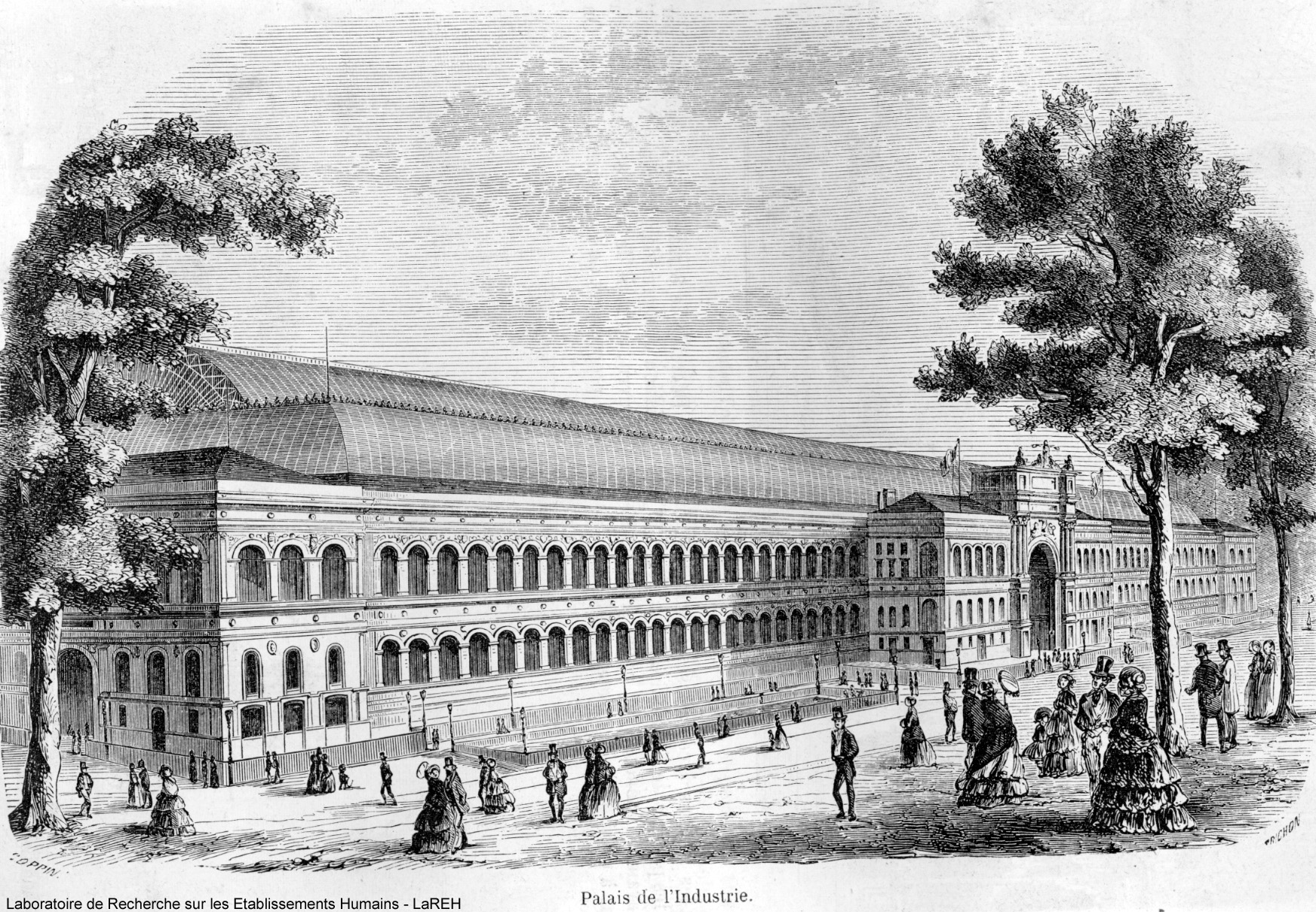
Palais de l’Industrie 1855

Die Internationale Elektrizitätsausstellung 1881, oft auch Erste Internationale Elektrizitätsausstellung genannt, fand in Paris vom 15. August 1881 bis 15. November 1881 im Palais de l’Industrie (auch Palais de l’Industrie et des Beaux-arts) auf den Champs-Élysées statt, die auch Schauplatz vorheriger Weltausstellungen war. Insbesondere die vorausgehende Weltausstellung Paris 1878 gab die Motivation, der Elektrotechnik eine eigene Ausstellung zu widmen, genannt Exposition internationale d’Électricité.

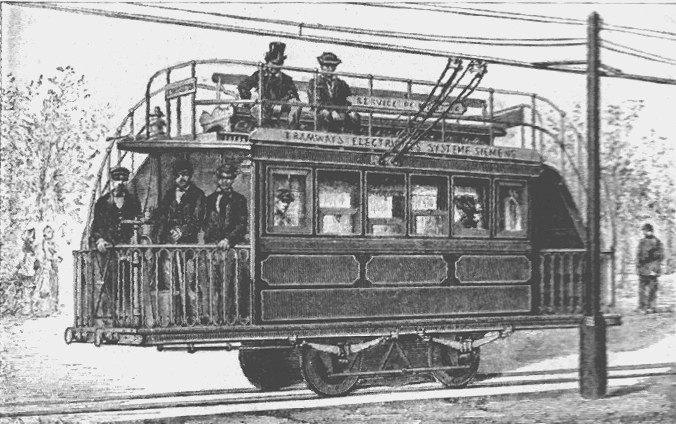
Straßenbahn mit Schlitzrohrfahrleitung von Siemens, Paris 1881

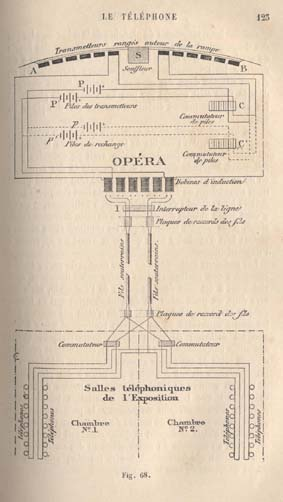
Theatrophon auf der Ausstellung 1881

Parallel tagte der Erste Internationale Elektrizitätskongress, auch Elektrotechnischer Kongress genannt, im August 1881 in Paris.
An der Ausstellung beteiligten sich die Industrie aus Großbritannien, den USA, Deutschland, Italien, den Niederlanden und Frankreichs. Unter anderem wurde der erste Dynamo von Zénobe Gramme gezeigt, Thomas Alva Edison präsentierte die gerade erst patentierten Glühlampen, das stereofone Théâtrophone wurde in einem Saal vorgeführt, Werner von Siemens richtete eine erste elektrische Straßenbahn mit Stromzufuhr durch eine Oberleitung ein, Alexander Graham Bell zeigte das erste kommerzielle Telephon, ein Elektroverteilnetz von Marcel Deprez wurde dargestellt, und Gustave Trouvé zeigte sein experimentelles Elektroauto, das heute als das erste seiner Art gilt. Die Masse der Neuvorstellungen erzeugte eine große Begeisterung, sodass eine Reihe Internationaler Elektrizitätsausstellungen nachfolgend auch in anderen Ländern ausgerichtet wurde.